# هرتا سبونر
هرتا سبونر (بالألمانية: Hertha Sponer)‏ (و.1 سبتمبر 1895 –27 فبراير 1968 م) فيزيائية، وكيميائية من ألمانيا.ولدت في نيسا. ساهمت في ميكانيكا الكم الحديثة والفيزياء الجزيئية وكانت أول امرأة تعمل في هيئة تدريس الفيزياء بجامعة ديوك. وهي الأخت الكبرى لعالمة اللغة والمقاومة مارجوت سبونر. توفيت في Ilten.

## التعليم
تعلمت في جامعة غوتنغن، وتحصلت منها على دكتوراه في الفلسفة، وجامعة توبنغن

## أعمال بارزة
من أهم أعمالها:
- Birge–Sponer method.

## مناصب وهيئات
أدارت جامعة ديوك (1936–1966)، وجامعة أوسلو (منذ 1934)، وجامعة كاليفورنيا، بركلي.

## جوائز
حصلت على جوائز منها:
- Emeritus
- زمالة غوغنهايم.